# يو إس إس موستين (دي دي-413)
يو إس إس موستين (دي دي-413) كانت مدمرة من فئة سيمز تابعة للبحرية الأمريكية، وهي أول سفينة بحرية تحمل هذا الاسم، تكريماً للقبطان هنري سي. موستين (1874-1923)، أحد رواد الطيران البحري.